# Октоберфест
Октоберфест је шеснаестодневни фестивал који се одржава сваке године у Минхену. Фестивал почиње у септембру, а завршава се почетком октобра. Један је од најпознатијих и највећих фестивала у Немачкој и на читавом свету.

## Историја
Када се краљ Лудвиг I оженио принцезом Терезом 17. октобра 1810. године, градоначелник Андреас Даларми замолио је краља да организује коњичке трке у ту част, на пољани испод брда Сендлингер. Добио је дозволу и тако је организован први Октоберфест у Минхену. Због своје успешности, поновљен је следеће године, укључујући и коњске трке и касније карневалске атракције.
Већ 1835. овом слављу је присуствовало 50.000 људи из целе Баварске и од тада се са кратким прекидима сваке године слави Октоберфест.

## Традиција
Октоберфест се одржава прве суботе након 15. септембра и траје око две недеље. Фестивалу присуствује више од 6 милиона људи сваке године и важан је за баварску културу. Људи посећују Октоберфест да би упознали немачку културу и пробали традиционално немачко пиво, које је познато широм света. Фестивал традиционално почиње у суботу преподне са доласком запрега из пивница које доносе пиво на Терезијину пољану где су постављени шатори највећих пивара баварске када традиционално градоначелник Минхена отвара прво буре речима: 
„Славина је стављена!“. 
Након тога људи могу ући у "Theresienwiese", где могу да крену са испијањем пива.

## Занимљивости
Овај ритуал укључује и традиционалну храну и грицкалице од којих посетиоци буду жедни и онда пију још више пива. Конобари су такође битни за овај фестивал. Они одлучују да ли особе морају да напусте шатор јер не пију довољно пива. Баварски музичари су такође битна атракција овог догађаја. 2010. године је била двестота годишњица Октоберфеста. Тада је служено традиционално пиво и шатори су имали традиционалне декорације.
У шатору "Herzkasperl" публику забављају немачки и баварски уметници. Главни трошак који посетиоци имају на Октоберфесту јесте да купују пиво и храну, док је улаз бесплатан.
Сваке године све више људи посећује овај познати фестивал и обарају рекорде количине попијеног пива. Људи на овај фестивал долазе из разних земаља. Обично купују разне сувенире везане за ову манифестацију. .

## Галерија
- Октоберфест ноћу
- Панорама Октоберфеста из 2010
- Минхен - Октоберфест 2005
- Октоберфест
- Октоберфест
- Минхен - Октоберфест